# Paruraecha sikkimensis
Paruraecha sikkimensis är en skalbaggsart som beskrevs av Stefan von Breuning 1938. Paruraecha sikkimensis ingår i släktet Paruraecha och familjen långhorningar. Inga underarter finns listade i Catalogue of Life.